# Danh sách nhà thơ Thụy Sĩ

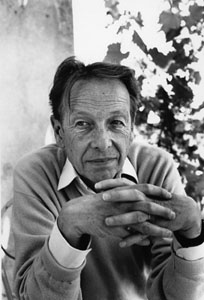
Sau Jean-Jacques Rousseau, Blaise Cendrars và Charles-Ferdinand Ramuz, nhà thơ Philippe Jaccottet là tác giả Thụy Sĩ thứ tư được xuất bản trong Bibliothèque de la Pléiade.

Đây là danh sách các nhà thơ Thụy Sĩ, bao gồm cả các nhà thơ gốc Thụy Sĩ và các nhà thơ sinh ra ở nơi khác, những người đã ảnh hưởng đến văn học Thụy Sĩ thông qua tác phẩm của họ. Văn học Thụy Sĩ có thể được chia thành bốn phần dựa trên ngôn ngữ viết của tác giả, mặc dù một số nhà thơ có thể viết bằng nhiều ngôn ngữ.
Đây là một danh sách chưa hoàn tất, và có thể sẽ không bao giờ thỏa mãn yêu cầu hoàn tất. Bạn có thể đóng góp bằng cách mở rộng nó bằng các thông tin đáng tin cậy.

## Tiếng Pháp
- Raphaël Aubert (sinh 1953)
- S. Corinna Bille (1912–1979)
- Blaise Cendrars  (Frédéric Louis Sauser) (1887–1961)
- Maurice Chappaz (1916–2009)
- Pierre Chappuis (1930–2020)
- Victor Cherbuliez (1829–1899)
- Jacques Chessex (1934–2009)
- Anne Cuneo (1936–2015)
- Markus Hediger (sinh 1959)
- Jeanne Hersch (1910–2000)
- Philippe Jaccottet (1925–2021)
- Ella Maillart (1903–1997)
- Pierrette Micheloud (1915–2007)[2]
- Marc Monnier (1827–1885)
- Suzanne Necker, née Suzanne Curchod (1739–1794)
- Juste Olivier (1807–1876)
- Guy de Pourtalès (1881–1941)
- Eugène Rambert (1830–1886)
- Charles Ferdinand Ramuz (1878–1947)
- Grisélidis Réal (1929–2005)
- Alice Rivaz (1901–1998)
- Gustave Roud (1897–1976)
- Léon Savary (1895–1968)
- Anne Louise Germaine de Staël (Madame de Staël) (1766–1817)
- Jean-Pierre Vallotton (sinh 1955)

## Tiếng Đức
- Jürg Amann (1947–2013)
- Maja Beutler (1936–2021)
- Peter Bichsel (sinh 1935)
- Silvio Blatter (sinh 1946)
- Hermann Burger (1942–1989)
- Erika Burkart (1922–2010)
- Martin R. Dean (sinh 1955)
- Rolf Dobelli (sinh 1966)
- Friedrich Dürrenmatt (1921–1990)
- Marianne Ehrmann (1755–1795)
- Jürg Federspiel (1931–2007)
- Max Frisch (1911–1991)
- Salomon Gessner (1730–1788)
- Friedrich Glauser (1896–1938)
- Eugen Gomringer (sinh 1925)
- Jeremias Gotthelf (Albert Bitzius) (1797–1854)
- Albrecht von Haller (1708–1777)
- Lukas Hartmann (sinh 1944)
- Eveline Hasler (sinh 1933)
- Ludwig Hohl (1904–1980)
- Franz Hohler (sinh 1943)
- Thomas Hürlimann (sinh 1950)
- Pierre Imhasly (1939–2017)
- Zoë Jenny (sinh 1974)
- Hanna Johansen (sinh 1939)
- Gottfried Keller (1819–1890)
- Christian Kracht (sinh 1966)
- Gertrud Leutenegger (sinh 1948)
- Heinrich Leuthold (1827–1879)
- Hugo Loetscher (sinh 1929)
- Kurt Marti (tiếng Đức cao địa và tiếng Đức-Thuỵ Sĩ) (1921–2017)
- Niklaus Meienberg (1940–1993)
- Helen Meier (1929–2021)
- Pascal Mercier (sinh 1944)
- Klaus Merz (sinh 1945)
- Conrad Ferdinand Meyer (1825–1898)
- Adolf Muschg (sinh 1934)
- Paul Nizon (sinh 1929)
- Erica Pedretti (1930–2022)
- Johann Gaudenz von Salis-Seewis (1762–1834)
- Jakob Schaffner (1875–1944)
- Hansjörg Schneider (sinh 1938)
- Jürg Schubiger (1936–2014)
- Annemarie Schwarzenbach (1908–1942)
- René Sommer (sinh 1954)
- Gerold Späth (sinh 1939)
- Carl Spitteler (1845–1924)
- Johanna Spyri (1827–1901)
- Peter Stamm (sinh 1963)
- Verena Stefan (1947–2017)
- Albert Steffen (1884–1963)
- Beat Sterchi (sinh 1949)
- Gottfried Strasser (1854-1912)
- Martin Suter (sinh 1948)
- Rudolf von Tavel (1866–1934)
- Raphael Urweider (sinh 1974)
- Johann Martin Usteri (1763–1828)
- Robert Walser (1878–1956)
- Otto F. Walter (1928–1994)
- Silja Walter (1919–2011)
- Markus Werner (1944–2016)
- Urs Widmer (1938–2014)
- Johann Rudolf Wyss (1781–1830)
- Werner Zemp (1906–1959)
- Albin Zollinger (1885–1941)
- Fritz Zorn (1944–1976)
- Roland Zoss (sinh 1951)
- Johann Heinrich Daniel Zschokke (1771–1848)

## Tiếng Ý
- Giorgio Orelli (1921–2013)
- Giovanni Orelli (1928–2016)
- Fabio Pusterla (sinh 1957)
- Pierre Lepori (sinh 1968)

## Tiếng Romansh
- Peider Lansel (1863–1943)